# Olax aurantia
Olax aurantia är en tvåhjärtbladig växtart som beskrevs av Alexander Segger George. Olax aurantia ingår i släktet Olax och familjen Olacaceae. Inga underarter finns listade i Catalogue of Life.